# Bodysnatchers 4 Ever
«Bodysnatchers 4 Ever» es el primer y único sencillo de disco XO de la banda de post-hardcore Leathermouth.

## Video musical
El video fue estrenado en febrero de 2009 por Epitaph Records, es catalogado como un video muy conceptual y muy difícil de entender, mostrando escenas de hombres con máscaras de conejos, caballos, hombres comiendo gusanos, ataúdes, una chica muy linda, etc.
Hasta la fecha es el único sencillo y video oficial de la banda.

## Versiones
Se pueden encontrar 3 versiones del tema:
- La original, del disco XO.
- La versión demo del EP Leathermouth Demo de 2008, en la cual cambia el intro de la guitarra por el de un bajo, y el coro tiene coristas de la banda.
- La versión en vivo, incluida en el EP Leathermouth Demo, la cual tiene una escasa resolución de sonido.